# Tuttiola latior
Tuttiola latior är en fjärilsart som beskrevs av Johann Heinrich Fixsen 1887. Tuttiola latior ingår i släktet Tuttiola och familjen juvelvingar. Inga underarter finns listade i Catalogue of Life.